# Томислав Трифић
Томислав Трифић (Липљан, 4. март 1949) српски је графичар, редовни професор и бивши декан Факултета уметности Универзитета у Приштини.
Средњу уметничку школу у Пећи завршио је 1969. године а вишу педагошку (ликовни одсек) у Приштини 1973. године. На Академији ликовних уметности дипломирао је 1978. године у првој генерацији студената Факултета уметности у Приштини. Постдипломске студије завршио је на Факултету ликовне уметности у Београду 1982. и стекао звање магистра из области графике.